# Indiana Jones (personaje)
Henry Walton Jones, Jr. (Princeton, Nueva Jersey, Estados Unidos, 1 de julio de 1899), más conocido como Indiana Jones, es un arqueólogo y aventurero, protagonista de la franquicia del mismo nombre producida por Steven Spielberg y George Lucas.

## Biografía
La mayoría de la infancia y juventud del personaje son relatadas en la serie de televisión Las aventuras del joven Indiana Jones, mientras que las películas y videojuegos se centran en el resto de su vida.

Hijo del profesor de literatura medieval Henry Jones, Sr. y su esposa Anna, nació el 1 de julio de 1899 en Princeton, Nueva Jersey. Durante su infancia, acompañó a su padre en sus viajes a través de Europa, en donde aprendió a hablar, leer y escribir en 27 idiomas incluyendo francés, alemán, italiano, español y chino, además de inglés. Henry Jones Jr. adoptó el nombre de su apreciado perro Indiana para sí mismo, insistiendo en que debía ser llamado Indiana Jones.

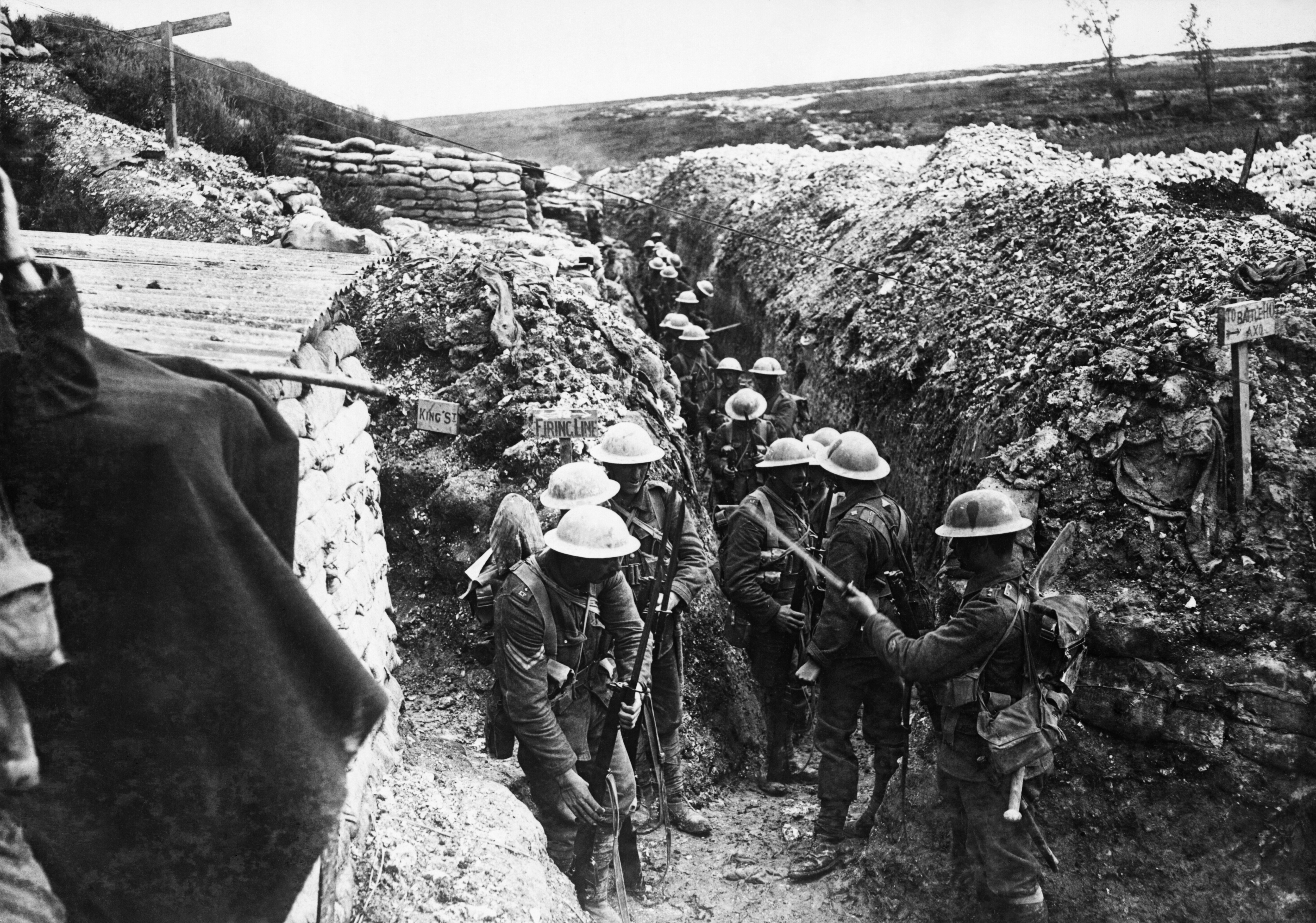
Fotografía de una trinchera en la I Guerra Mundial.

En 1908, a los ocho años de edad, se encontró con Sigmund Freud y Carl Jung en Viena y Florencia, para comprender el significado del amor, debido al cariño que sentía por la hija del archiduque Francisco Fernando de Habsburgo. Ese año, tuvo su primera aventura al encontrarse un cadáver junto a los restos de una momia, durante una misión en la que estuvo acompañado de Lawrence de Arabia, además de cenar con el pintor Norman Rockwell durante una ceremonia en honor de Henri Rousseau, donde les comparten algunas enseñanzas acerca del cubismo. En 1909 Indy se encuentra con Theodore Roosevelt, quien buscaba especímenes de Oryx para el Museo Nacional de Washington, Estados Unidos, en un safari a lo largo de Kenia. Al año siguiente, conoce a León Tolstoy durante una visita a Rusia, así como al escritor griego Nikos Kazantzakis mientras exploraba un monasterio de Grecia en compañía de su padre. En ese mismo período, se reúne con el orador Jiddu Krishnamurti, quien para entonces ya era considerado un «líder espiritual» para la teosofía, con tal de aprender sus enseñanzas sobre el «poder de la fe». En 1912, Indy sobrevivió al hundimiento del Titanic y su madre murió por escarlatina. En ese mismo año en los Boys Scouts, intentó recuperar la Cruz de Coronado de unos saqueadores del desierto. Durante la persecución obtuvo su fobia a las serpientes y su cicatriz en la barbilla. Al final fracasa, pero uno de los saqueadores le regala su sombrero fedora.

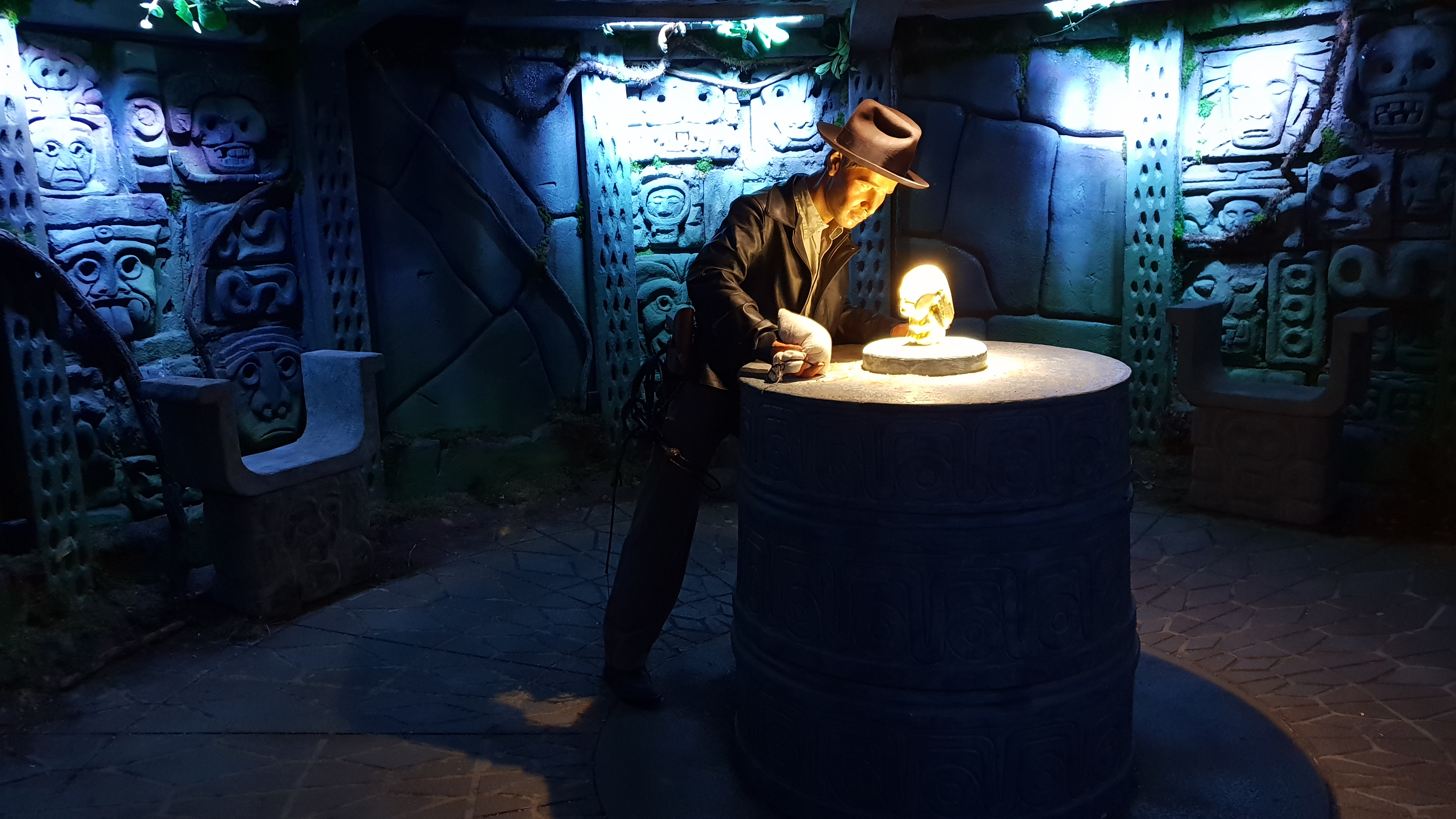
Recreación de la escena inicial del templo de Raiders of the Lost Ark.

Conforme crecía, su padre le aconsejaba que asistiera a la Universidad de Princeton para continuar sus estudios una vez que llegara a su mayoría de edad. Poco antes de ingresar a la universidad, en 1916 (a sus 16 años), Indiana es raptado por revolucionarios en México durante una travesía en tren junto con un primo, la cual había comenzado en Columbus, Nuevo México durante el período vacacional de ese año. Forzado a participar en la Revolución mexicana por Pancho Villa, Henry Jones se encuentra brevemente con George Patton durante esta experiencia. Aquí también conoce a su amigo Remi, un belga, con quien deja México para viajar a África a comienzos de la Primera Guerra Mundial. Durante su estancia en el continente africano, se unieron al ejército belga, en donde Indy fue comisionado como teniente. La inhabilidad de Jones para leer mapas correctamente provocó que su unidad se perdiera, e incluso combatió en diferentes misiones junto a un grupo de hombres mayores. Entre sus aventuras bélicas, destaca una en que el equipo destruyó un gran cañón y secuestró al militar alemán Paul von Lettow-Vorbeck en un globo aerostático, aunque posteriormente sería obligado a liberarlo.
Entre 1916 y mediados de 1917, Jones y Remi lucharon en la Batalla del Somme durante la Primera Guerra Mundial. Indiana fue tomado prisionero por los alemanes y escapó con Charles de Gaulle (quien también estaba prisionero), se encontró con la espía Mata Hari (con quien tuvo un tórrido romance), enfermó y fue tratado por Albert Schweitzer, trabajó para el servicio secreto francés y fue recibido por Anthony Fokker durante una persecución, participó en una peligrosa misión de espionaje en el palacio del emperador Carlos I de Austria, y trabajó como bailarín en la compañía Ballets Rusos con tal de continuar sus labores como espía en Barcelona con ayuda de Pablo Picasso, quien conoció en 1908. En 1918, Indiana Jones compitió contra Ernest Hemingway por el cariño de una joven enfermera, y al año siguiente participó como traductor en el Tratado de Versalles, poniendo fin a la Primera Guerra Mundial.
En 1920 regresó a Estados Unidos para estudiar arqueología en la Universidad de Chicago, bajo la dirección del profesor Abner Ravenwood, a quien llegaría a considerar como su «mentor». Sin embargo, la relación entre ambos se deterioró fuertemente en 1926, cuando Indy estableció una relación sentimental con Marion Ravenwood, hija de Abner, que en ese entonces tenía 15 años. Jones dejó entonces a los Ravenwood y no volvió a contactar con Marion hasta 10 años después, cuando Abner ya había fallecido. A finales de los años 1920, se encontró por primera vez con su némesis, el arqueólogo francés René Belloq.

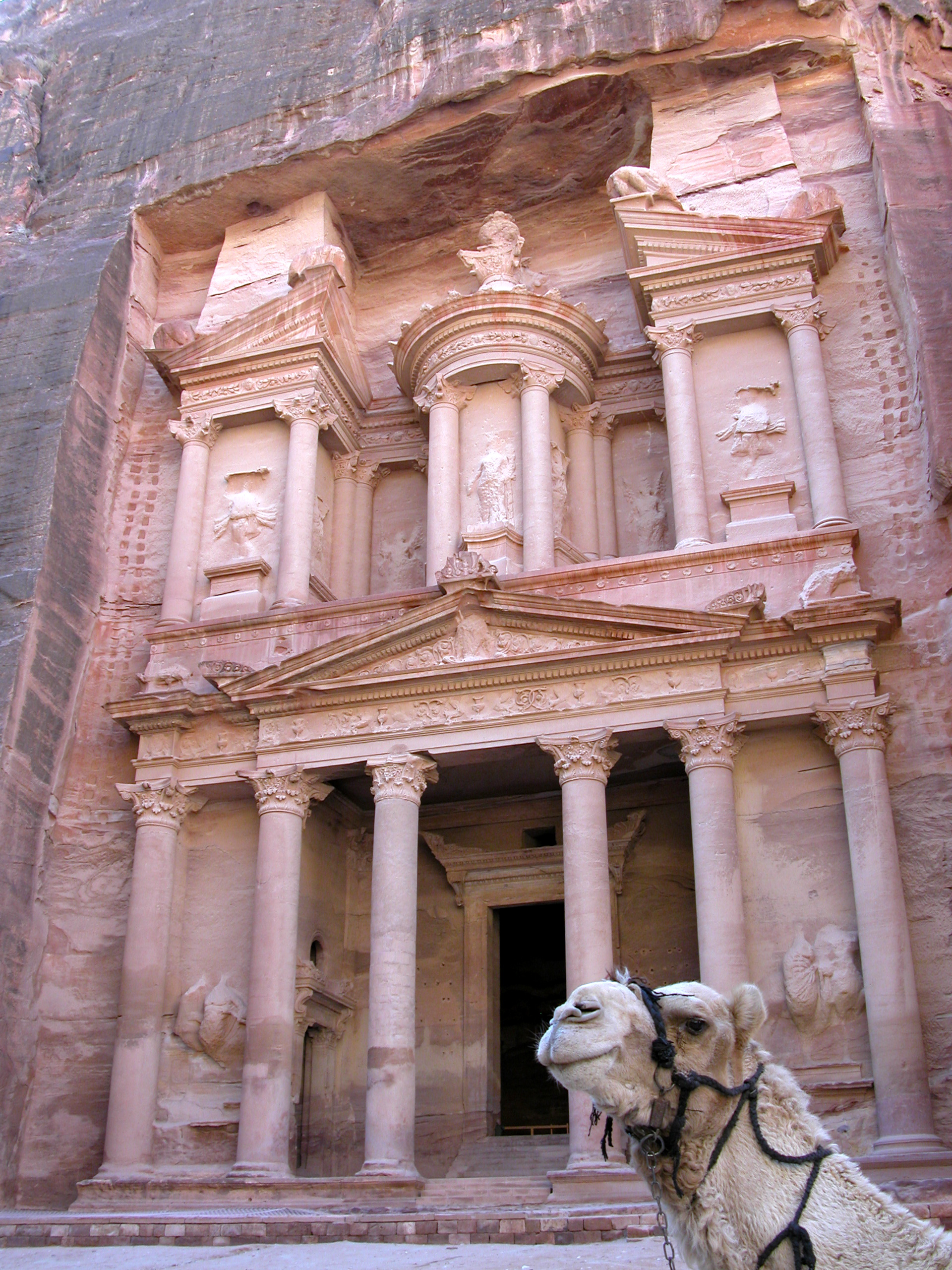
Aspecto exterior del Templo del Cañón del la Media Luna, (Tesoro de Petra) donde, en la ficción, se encuentra el Santo Grial en Indiana Jones y la última cruzada.

Dividió su tiempo entre la enseñanza y las expediciones arqueológicas, incluyendo un viaje a China e India en 1935, en donde se encontró al gánster Lao Che y a los seguidores del culto de Kali. Un año después fue contactado por el gobierno estadounidense para recuperar el Arca de la Alianza antes que los nazis. Continuó abordando misiones poco frecuentes solicitadas por el gobierno en los años siguientes, reanudó su relación con Marion, pero rompieron en muy poco tiempo, dejando a Marion embarazada. En 1938, Indy finalmente recuperó la Cruz de Coronado, rescató a su padre de los nazis y se vio envuelto en la búsqueda del Santo Grial. A pesar de ingerir agua directamente de la reliquia, al igual que su padre lo hizo posteriormente, su inmortalidad fue efímera, ya que esta cualidad no era efectiva más allá del sello del santuario donde reposaba el Grial. Poco después viajó a Islandia, donde conoció a una mujer con poderes psíquicos, Sophia Hapgood, y la ayudó a encontrar las ruinas de la mítica Atlántida en 1939. En ese año también descubre la vara de Moisés. Durante la Segunda Guerra Mundial colaboró con los aliados y tras el fin de la guerra, trabajó como agente doble para los norteamericanos en Berlín. Fue ascendido a coronel por prestar sus servicios al gobierno de Estados Unidos en Europa Oriental. En esta etapa actuó junto al agente británico George «Mac» McHale, quien luego lo traicionaría pasándose al bando comunista. En aquella época contactó una vez más con Sophia Hapgood, para entonces una agente de la CIA, e involucrada en una misión para evitar que la Unión Soviética se hiciera con el control de una extraña maquinaria encontrada bajo las ruinas de Babilonia.
Indiana Jones fue además uno de los expertos llamados por el gobierno estadounidense para analizar un extraño artefacto hallado en Roswell (Nuevo México) en 1947. Durante el estudio, que solo pudo realizar parcialmente, se le advirtió de que no podría divulgar nada bajo amenaza de prisión. En 1951, su padre Henry Jones murió, y al año siguiente su amigo Marcus Brody. En 1957 fue capturado y obligado a cooperar con un grupo de agentes soviéticos liderados por la doctora Irina Spalko, la cual estaba interesada en las peculiares propiedades psíquicas del hallazgo. Esta odisea le conduciría hasta las selvas de Perú y Brasil, donde Jones se reencontró con Marion y descubrió que esta había engendrado un hijo suyo, Henry Jones III (el cual, no obstante, prefería ser llamado Mutt). Tras regresar de la Amazonia, Indiana y Marion se casaron y el doctor Jones fue ascendido a vicedecano del Marshall College, donde hasta entonces había impartido clases.
Después de pasar más de una década enseñando en el Hunter College de Nueva York, y estando a punto de jubilarse, recibió la visita sorpresa de su ahijada Helena Shaw, una consumada estafadora, que busca un extraño artefacto que su padre confió a Indy años atrás: el Dial de Arquímedes.
De acuerdo con la serie de televisión, Indiana Jones tuvo también una hija (aunque no se ha especificado si también con Marion) y varios nietos. En 1993 vivía con ellos en Nueva York y gozaba de vitalidad y buena memoria a pesar de sus 94 años. También había perdido el ojo derecho, que cubría con un parche. Se ignora la razón.

## Personalidad y rasgos

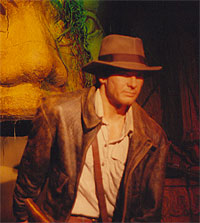
Escultura de cera de Indiana Jones en el Museo Madame Tussauds de Londres

Cuando está trabajando como profesor universitario de arqueología en la Universidad Marshall, Henry Jones Jr. solo se ocupa de estudiar y leer a civilizaciones históricas. Una vez que llega la oportunidad de envolverse en alguna aventura para recuperar objetos valiosos, el Dr. Jones se transforma prácticamente en Indiana, su alter ego de superhéroe. Según el productor Frank Marshall: «casi siempre, él (Indy) está en problemas porque comete errores que lo involucran de alguna manera (...) Este es otro rasgo que le gusta al público: es un personaje real, no uno con superpoderes». «Siempre habíamos estado dispuestos a que nuestro protagonista fuera herido y expresara su dolor. Eso le quitaba el coraje y lo convertía entonces en el centro de sus propias bromas. Lo que quiero decir es que Indiana Jones no es un héroe perfecto, y precisamente sus imperfecciones son las que hacen que el espectador sienta por momentos que, con un poco más de ejercicio y valentía, puede llegar a ser como él», comenta Spielberg. De acuerdo con Douglas Brode, Indiana es «como un adulto con alma de niño que ha creado ese álter ego para huir del aburrimiento que lo agobia cuando está enseñando clases en la universidad. La doble personalidad de Indiana se diferencia por sus filosofías, lo cual permite crear inevitablemente una dualidad», y para Ford: «la diversión de interpretar al personaje parte de la combinación del romanticismo y el cinismo con el que fue creado». Algunos analistas refieren a Indiana a través de múltiples términos: un lobo solitario; un hombre envuelto en búsquedas; un noble cazarrecompensas; un detective hard boiled; un superhéroe humano; y un patriota estadounidense.
Al igual que la mayoría de los personajes de Spielberg, Henry Júnior comparte algunos elementos biográficos del cineasta. En principio, carece de la presencia de un padre a lo largo de su vida, debido a la relación hostil que tiene con Henry Sénior. Su coraje retenido está relacionado indirectamente con el profesor Abner Ravenwood, su mentor en la Universidad de Chicago, lo cual deriva en otra hostilidad con Marion Ravenwood. Los rasgos característicos de Indiana se originaron en el momento en que, siendo adolescente, a Henry le es obsequiado una fedora por un cazarrecompensas (escenas iniciales de Indiana Jones y la última cruzada). El papel del rector Marcus Brody, en la Universidad Marshall, es la siguiente inspiración mayoritaria en su vida profesional. Además, la mayor parte de las inseguridades y temores de Indy provienen de la ausencia de su madre.
En Indiana Jones and the Temple of Doom, al personaje se le presenta la oportunidad de comportarse como padre de familia, al cuidar de Willie Scott y Short Round durante su travesía por la India. En el templo, es convertido de nuevo al bien después de escuchar a Short Round. Otra de las similitudes biográficas es el rescate de los niños que habían sido esclavizados. En la película, cronológicamente la primera de la serie pues relata una aventura de Jones en 1935 (Raiders of the Lost Ark está enfocada en 1936), Indy es presentado como un mercenario ambicioso de fortuna y gloria. Su conocimiento de Shivá es el que finalmente logra vencer al líder de la secta, Mola Ram.
En Raiders of the Lost Ark, se introduce a un cínico Indiana que se redime de falta de creencia al cerrar los ojos para evitar ser asesinado por los espíritus que, liberados del Arca de la Alianza, mataron a Rene Belloq y los nazis que lo habían capturado junto a Marion. En Indiana Jones y la última cruzada, se aprovecha el hermetismo entre él y su padre para involucrarlo en la búsqueda del Santo Grial durante un viaje intensamente espiritual en el que resulta evidente la temática cristiana en las escenas finales —partiendo del mismo contexto religioso, la primera película estaría entonces relacionada con el judaísmo y la segunda con el hinduismo—. A su vez, Las aventuras del joven Indiana Jones relatan cómo Indy va adoptando su personalidad solitaria y cínica tras participar en la Primera Guerra Mundial. Finalmente, en Indiana Jones y el reino de la calavera de cristal, Jones es presentado como una figura «vieja y sabia», mientras que sus acompañantes Mutt y Mac, más jóvenes que él, son arrogantes y codiciosos.

## Indumentaria y accesorios

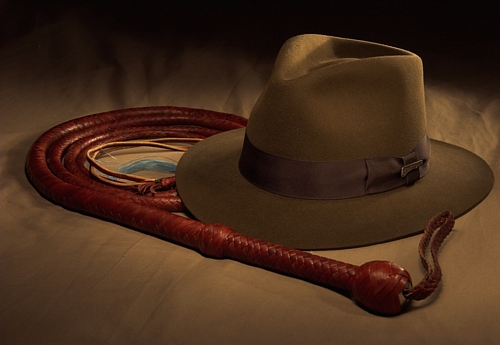
Fedora y látigo
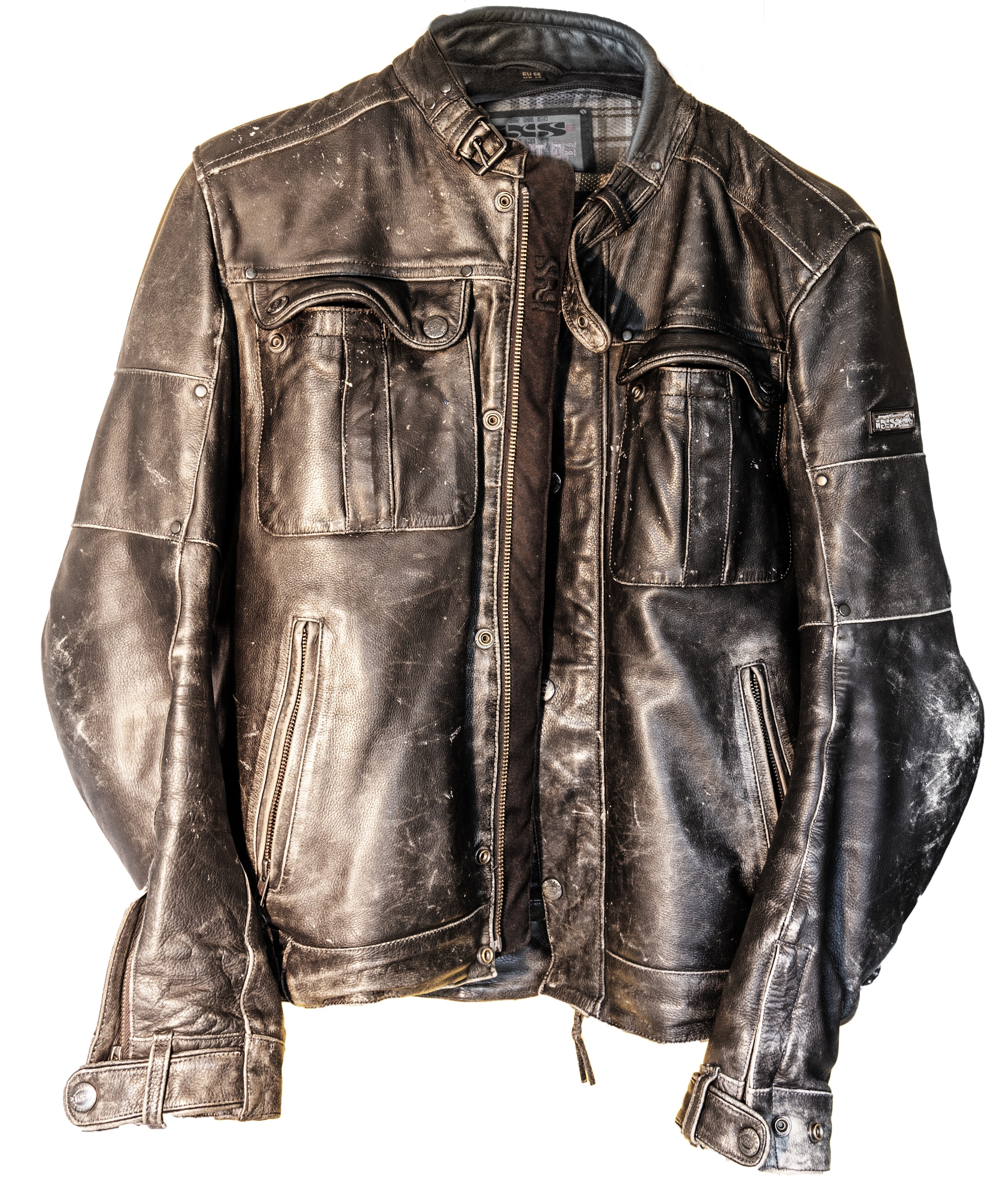
Chaqueta de cuero
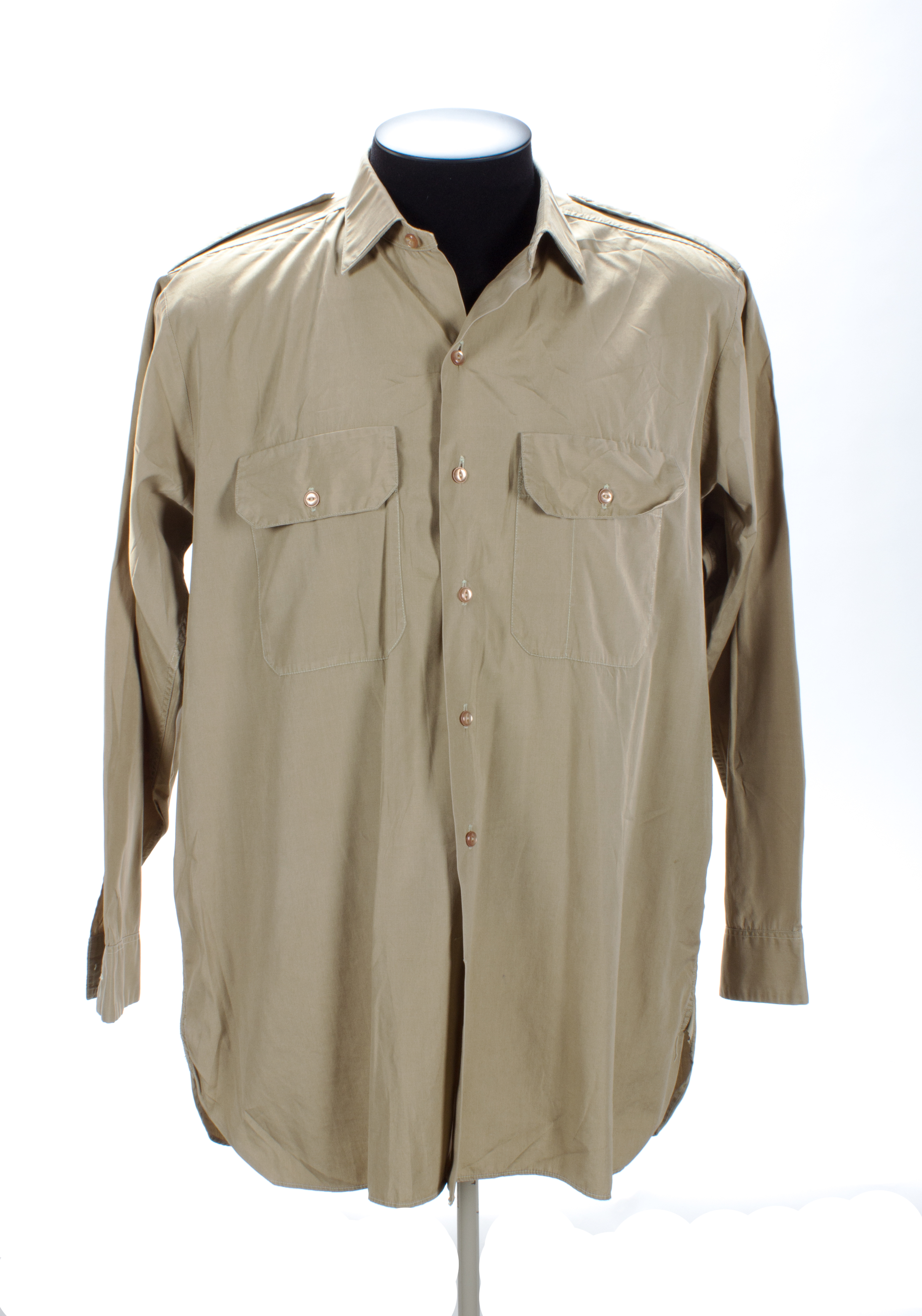
Camisa safari
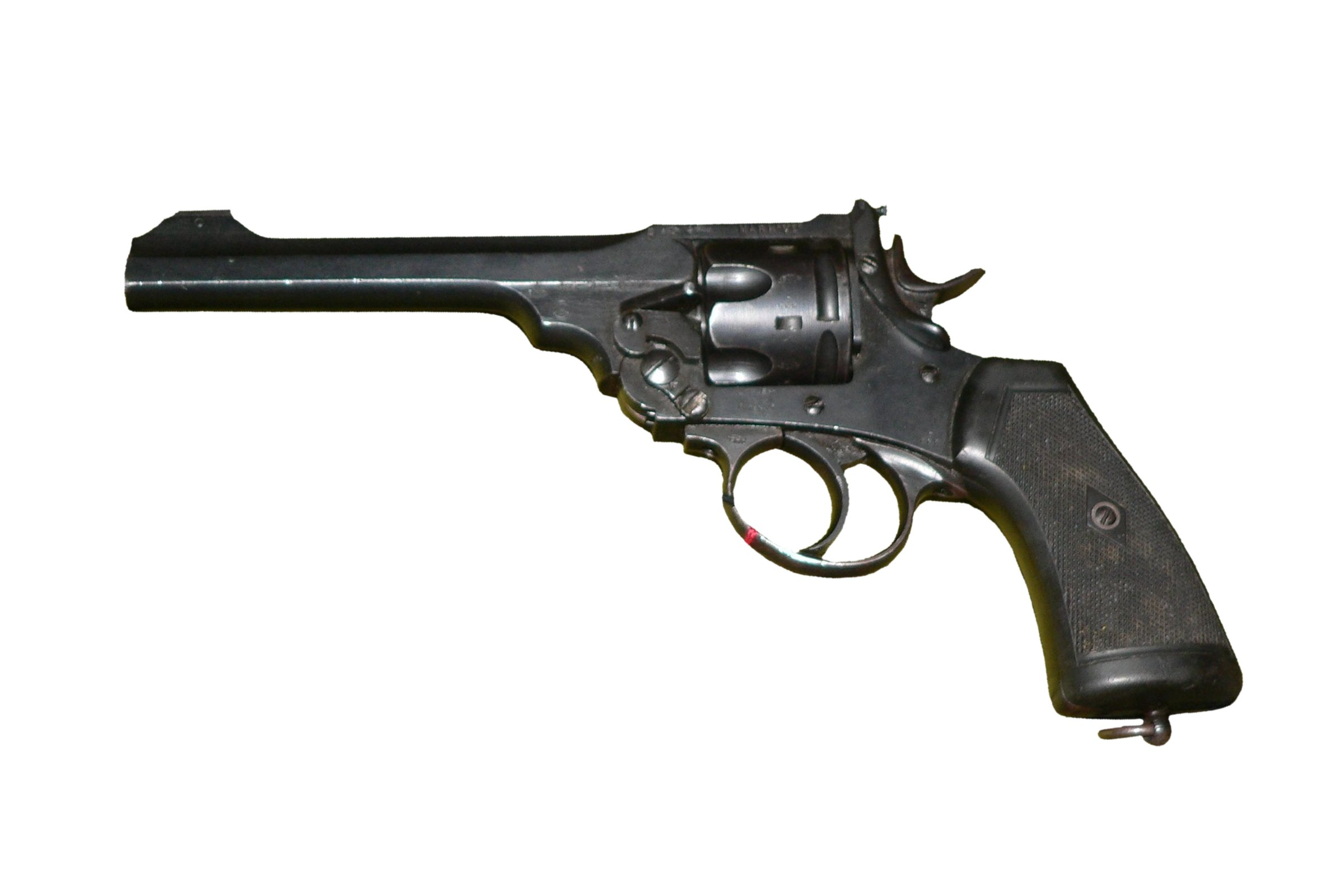
Revólver
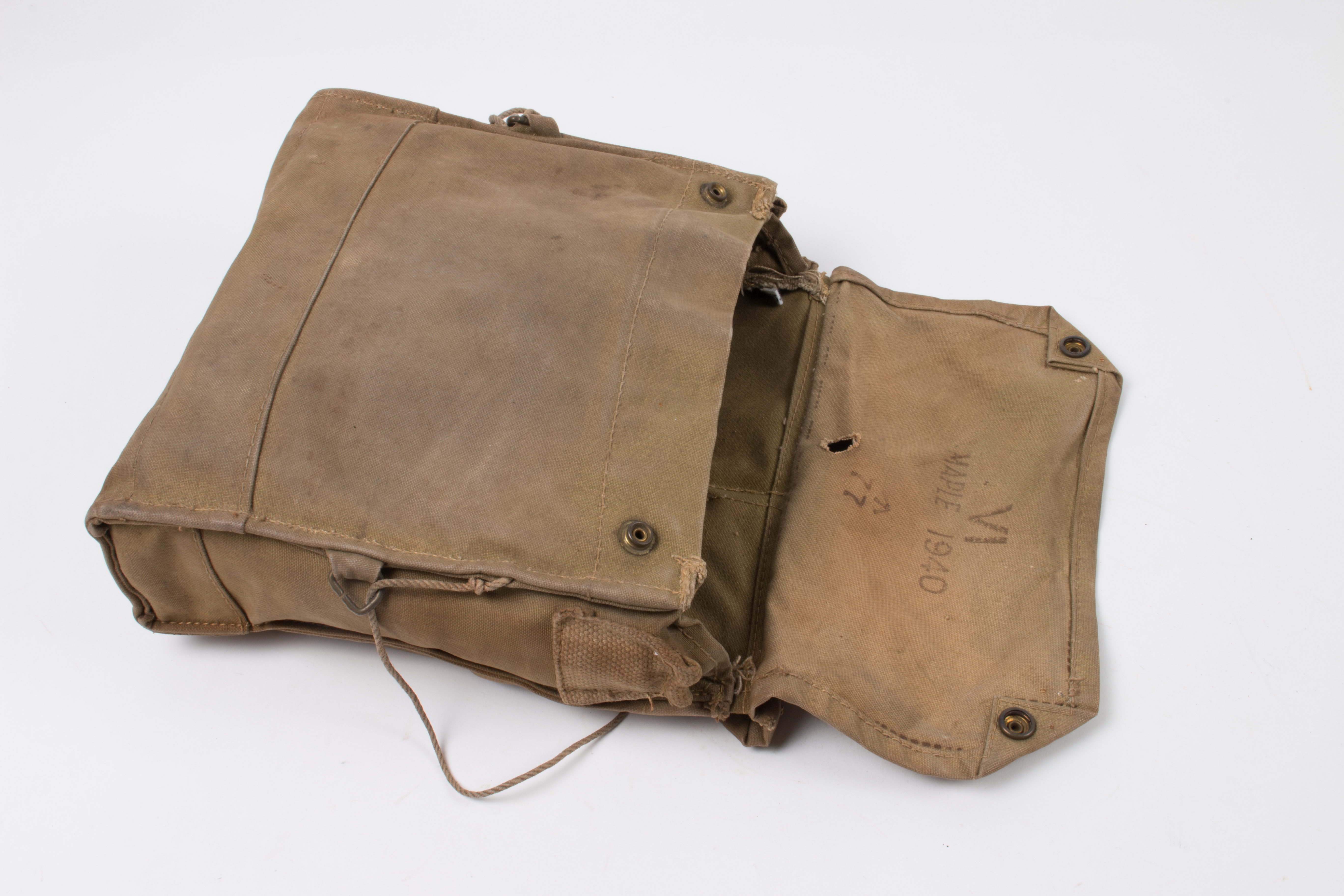
Bolsa de máscara de gas

#### Ropa
- Sombrero fedora. Para la primera película de la serie, el fedora fue confeccionado por la compañía Herbert Johnson Hatters, ubicada en Inglaterra. En la segunda película, fue confeccionado por Eddy Baron, de la compañía Baron Hats. Para la cuarta película, los fedoras fueron confeccionados por Steve Delk y Marc Kitter, de AdventureBilt. Baron Hats se encargó de la producción final de los mismos, con la finalidad de adaptarlos para la etapa de fotografía de la película. También creó el casco, típico de los motociclistas de los años 1950, vestido por Shia LaBeouf para el personaje de Mutt Williams. El fedora se ha convertido en uno de los rasgos más característicos de Indiana Jones; tiene la peculiaridad de que por más veces que lo pierda a lo largo de sus múltiples aventuras, difícilmente se separa de él, sea porque siempre se esfuerza en recuperarlo por su cuenta, sea porque cuando no tiene la oportunidad de hacerlo siempre regresa a él de algún modo. Tras examinar diferentes modelos de sombreros, la diseñadora de vestuario prefirió darle al personaje una silueta distintiva y única a través del estilo del sombrero; finalmente eligieron un fedora de copa alta y borde ancho. Aun cuando otros sombreros han sido usados de forma alternativa en las películas, el estilo y diseño de los mismos han permanecido constantes.[38]
- Pantalón. El pantalón fue confeccionado con una lana en matiz caqui, teniendo un estilo similar al de los pantalones militares durante la Segunda Guerra Mundial.[39]
- Camisa. La camisa es de manga larga y algodón, semejante al estilo de la indumentaria usada para el safari, aunque en una tonalidad menos profunda. Se caracteriza por dos tiras abotonadas en los hombros, y por unos pliegues que la atraviesan verticalmente desde los bolsillos.[40]
- Cazadora de Cuero. Inspirada en la llamada “Golden Era” o “era dorada” de 1930 y 1940. En Raiders of the Lost Ark, la diseñadora Deborah Nadoolman se basó en los personajes: Harry Steele, del film “Secret of the Incas” (1954) y David Jones, en “China” (1943). Partiendo de un patrón estilo James Dean, añadió bolsillos estilo A2, una espalda tipo “bi-swing” y cinturones laterales. La piel era cordero. En The Temple of Doom, las cremalleras y los cinturones laterales eran ligeramente diferentes. En The Last Cruzade, el cuello y bolsillos más grande que la original y un cuero mucho más ligero, envejecido y amarronado que las anteriores. En Kingdom of the Crystal Skull, se usaron chaquetas basadas en las de “La última cruzada”.[41]
- Botas. El calzado de Indy son unos botines ortopédicos conocidos como Alden 405 s, fabricados desde principios del siglo XX en los Estados Unidos.[42]

#### Accesorios
- Bolsa. Basada en las bolsas para máscaras de gas antiguas usadas, en la Primera Guerra Mundial, por los británicos para prevenir ataques con gas provenientes de los alemanes.[43]

#### Armas
- Látigo. Un látigo hecho por el artesano David Morgan. El látigo común tiene una extensión de poco más de 3 metros y un mango anudado de 20 cm de longitud.[44]
- Revólveres. El personaje usa distintos modelos de revólver en las películas. En Raiders of the Lost Ark utiliza tanto una calibre.45 Smith & Wesson Model 1917 Hand Ejector como una Mk II británica, mientras que en su espalda porta una FN Browning GP-35. En The Temple of Doom recurre a una Colt Police.38, y finalmente en las siguientes dos películas es visto usando un Webley WG de calibre.455.[45]